# John Allister Currie
Pour les articles homonymes, voir John Currie et Currie.
John Allister "Jack" Currie (25 février 1868-28 juin 1931) est un homme politique canadien de l'Ontario. Il est député fédéral conservateur de la circonscription ontarienne de Simcoe-Nord de 1908 à 1921. Il est également député provinciale conservateur de Toronto Southeast de 1922 à 1926 et de St. Patrick de 1926 à 1929.

## Biographie
Né à Nottawa de Ontario, Currie étudie au Collingwood Collegiate Institute (en). Après un stage en quincaillerie, il est engagé par le Toronto News et ensuite comme reporter pour le The Mail and Empire (en). Suivant une visite à Rossland en Colombie-Britannique vers 1900, il devient courtier minier.

### Service militaire
Currie est l'un des quatre capitaines fondateurs du 48th Highlanders of Canada avec lequel il sert durant la seconde guerre des Boers en Afrique du Sud. Au début de la Première Guerre mondiale, il offre le régiment aux Corps expéditionnaire canadien. Officiellement nommé 15e bataillon, il est également connu sous le nom de Red Watch. Il est aux commandes durant les batailles de Neuve Chapelle, Ypres et Saint-Julien en 1915.
Rapatrié au Canada en août 1915 dans des circonstances obscures et connues sous le nom de l'incident de la pirogue (dugout incident) alors que Currie est retrouvé derrière les lignes et non avec ses hommes lors de la première attaque au gaz allemand à Saint-Julien. En 1916, il défend ses actions à la Chambre des communes du Canada et écrit un bouquin sur la bataille et sur son expérience de la guerre. Quelques années plus tard, en 1928, l'affaire refait surface alors que Currie est appelé comme témoin de la défense dans un procès en diffamation contre Arthur Currie.
Il devient commandant de la seconde brigade au camp Borden de 1916 à 1917.

### Carrière politique
Currie tente sans succès d'être élu dans Simcoe-Nord en 1904. Élu en 1908 et réélu en 1911 et 1917, il est défait en 1921.
Suivant une élection partielle en 1922, il représente la circonscription de Toronto Southeast et ensuite St. Patrick jusqu'en 1929.
Lors des élections municipales (en) de Toronto en 1924, il termine troisième et dernier dans la course à la mairie.
Currie meurt d'une longue maladie à Miami en Floride.